# Арінус (мікрорегіон)
Арінус (порт. Microrregião de Arinos) — мікрорегіон в Бразилії, входить в штат Мату-Гросу. Складова частина мезорегіону Північ штату Мату-Гросу. Населення становить 81 292 чоловік на 2006 рік. Займає площу 54 132,982 км². Густота населення — 1,5 чол./км².

## Склад мікрорегіону
До складу мікрорегіону включені наступні муніципалітети:
1. Жуара
2. Нова-Марінга
3. Нову-Орізонті-ду-Норті
4. Порту-дус-Гаушус
5. Сан-Жозе-ду-Ріу-Клару
6. Табапоран

| Бразилія | Це незавершена стаття з географії Бразилії. Ви можете допомогти проєкту, виправивши або дописавши її. |